# Boyer-Ahmad (Verwaltungsbezirk)
Boyer-Ahmad (persisch شهرستان بویراحمد) ist ein Schahrestan in der Provinz Kohgiluye und Boyer Ahmad im Iran. Er enthält die Stadt Yasudsch, welche die Hauptstadt des Verwaltungsbezirks ist.

## Demografie
Bei der Volkszählung 2016 betrug die Einwohnerzahl des Schahrestan 299.885. Die Alphabetisierung lag bei 87 Prozent der Bevölkerung. Knapp 53 Prozent der Bevölkerung lebten in urbanen Regionen.
| Zensusjahr | Einwohnerzahl |
| ---------- | ------------- |
| 2011       | 252.746       |
| 2016       | 299.885       |